# ウィル・ロジャース現象
ウィル・ロジャース現象（Will Rogers phenomenon）とは、ある集合の中の1つの数を別の集合に移した結果、両方の平均が高くなる現象のことである。アメリカ合衆国のコメディアンであるウィル・ロジャースが、1930年代の世界恐慌の際に、「もしオクラホマ州の出稼ぎ労働者がカリフォルニア州に移動したら、両方の州の知的レベルが上がるだろう」と言った言葉に由来する。
この現象は、次の2つの条件がともに成り立つ時に起こる。
- 移動する要素は移動前の集合の平均よりも小さい。
- 移動する要素は移動先の集合の平均よりも大きい。

## 数的な例
次のような集合RとSを考える。
R={1, 2, 3, 4}
S={5, 6, 7, 8, 9}
この時、Rの平均は2.5、Sの平均は7である。
しかし、5を集合SからRへ移動させると、
R={1, 2, 3, 4, 5}
S={6, 7, 8, 9}
となり、Rの平均は3、Sの平均は7.5となる。
もっと極端な例で考えてみる。
R={1, 2}
S={99, 10000, 20000}
とすると、Rの平均は1.5、Sの平均は10033である。99をSからRに移動させると平均はそれぞれ34と15000になる。99は1や2にとっては桁外れに大きい数であり、10000や20000にとっては桁外れに小さい数である。99をRからSへ移動させて両方の集合の平均が上昇するのは驚くにあたらない。
移動させる要素は、集合の中で最も小さい数である必要はない。例えば、
R={1, 3, 5, 7, 9, 11, 13}
S={6, 8, 10, 12, 14, 16, 18}
の時、10をSからRへ移動させると、Rの平均は7から7.375に、Sの平均は12から12.333に上昇する。

## 病期の移行の例
実際にこの現象が現れるのが、病期の移行区分に絡むケースである。移行期の人々は、診療技術の発達によって健康なグループから病気のグループへと移されるが、健康な人々のグループでは移行期の人々が除外されたことで平均寿命が上昇する。また移行期の人々は既に患者となっている人々よりも健康を害していないので、移行期の人々が患者に区分されることによって患者グループの平均寿命を上昇させることにもなる。
肺癌検査でフルオロデオキシグルコースPETスキャンを用いて早期癌と進行癌をより明瞭に描出できるようになったことで、ウィル・ロジャース現象が実際に生じた例が報告されている。